# Дом Јована Цвијића у Београду
Дом Јована Цвијића се налази у Београду, у ул. Јелене Ћетковић бр. 5. Саграђен је 1905. године, на простору где се налазила башта београдског Митрополита Михаила, која је 1907. године преуређена у трг. Неколико година касније, тачније 1924. године, трг добија име Копитарева градина, по слависти и лингвисти, Јернеју Копитару.

## Архитектура
Јован Цвијић је своју кућу подигао по сопственој замисли и жељама. То је мала стамбена – породична кућа са сутереном, високим приземљем и баштом. Као типичан пример београдске архитектуре с почетка 20. века, кућа је складних пропорција, добро уклопљена са суседним зградама. Саградио ју је познати београдски грађевинар Сретен Стојановић, као и већи број кућа на Копитаревој градини.
Многе значајне личности тог времена, градиле су куће на овом простору: вајар Петар Палавичини, лекар и књижевник Лаза Лазаревић, архитекта Милан Антоновић.

## Ентеријер
Унутрашњост куће је обликована у духу еклектицизма са елементима неоренесансе. У просторној концепцији наглашено је издвојен стамбени део од дела за примање и рад. Лични предмети научника, оригинални намештај део су овог несвакидашњег амбијента. Посебну вредност ентеријера представља сликана декорација на зидовима и таваницама, рад младог сликара Драгутина Инкиострија Медењака , великог научниковог пријатеља. Декорација је рађена техником al secco. Одражавајући научниково интересовање за простор Балканског полуострва, тематски слој сликарства инспирисан је пределима Босне, Шумадије и Херцеговине, које је Цвијић посебно истраживао и научно обрађивао. Рођен у Сплиту 1866. године, Инкиостри се сликарством почео бавити самоук, а затим га је проучавао у Фиренци. Путујући по Далмацији, Босни, Црној Гори, Косову и Метохији, анализирао је богату народну уметност и прикупљао фолклорне мотиве, вешто их интерпретирајући кроз модернизацију „националног стила.“

## Музеј
Од 1967. године у дому Јована Цвијића се налази меморијални музеј посвећен његовом раду. Легат има 1.476 предмета заоставштине: лични предмети, библиотека и збирка етнографских предмета, која представља аутентично сведочанство о животу и раду великог научника и јединствен изворни документациони материјал за научну обраду и музејско излагање.
У делу баште непосредно уз кућу, постављена је биста Јована Цвијића, дело Владете Петрића из 1965. године. Највећи део свог живота Јован Цвијић провео је у породичном дому у ул. Јелене Ћетковић бр. 5, у ком је и умро 16. јануара 1927. године. Још за живота, тестаментом је оставио кућу својој вољеној жени Љубици на коришћење до краја њеног живота, а потом на трајно коришћење Задужбини Јована Цвијића.

## Споменик културе
Обележавајући дом у ком је живео, стварао и умро Јован Цвијић, Извршни одбор НО Београда, поставио је мермерну спомен – плочу на фасади куће.
Дом Јована Цвијића је утврђен за културно добро од великог значаја(Одлука о утврђивању, „Сл. гласник СРС“ бр. 14/79).
Последњи конзерваторски радови на објекту изведени су 2015/2016. године.

## Галерија
- Изглед куће пре обнове фасаде
- Декорација на прозорима
- Двориште